# Castrione longicaudata
Castrione longicaudata är en kräftdjursart som beskrevs av Brasil Lima 1980. Castrione longicaudata ingår i släktet Castrione och familjen Bopyridae. Inga underarter finns listade i Catalogue of Life.